# Propygoplus tenuipes
Propygoplus tenuipes is een hooiwagen uit de familie Assamiidae.